# Frida Boccara
Frida Boccara, OAL, de seu nome completo Danielle Frida Hélène Boccara (Casablanca, Marrocos, 29 de outubro de 1940 - Paris, França, 1 de agosto de 1996), foi uma cantora, produtora musical e ativista humanitária francesa, nascida no então Protetorado Francês de Marrocos.
Passado algum tempo após a independência de Marrocos, Frida Boccara concluiu os seus estudos no Liceu de Casablanca e transferiu-se em agosto de 1958, aos 17 anos de idade, para Paris, na França, onde iniciou sua carreira artística. Ela tornou-se uma cantora reconhecida internacionalmente, tendo como algumas de suas mais célebres canções Un jour, un enfant, de 1969 (que além de lhe ter valido o primeiro lugar no Festival Eurovisão da Canção rendeu-lhe um disco de platina), Cent mille chansons, de 1968, e Pour vivre ensamble, de 1971 (que foram ambas discos de ouro).
Culta, de espírito cosmopolita e com uma admirável aptidão para as línguas (além do francês e do árabe marroquino, ela era fluente em espanhol, português, inglês, russo e hebraico), Frida era descrita como sendo muito respeitosa com as diferentes opiniões de cada indivíduo, além de estar sempre preocupada com questões humanitárias. Ela filiou-se com o Fundo das Nações Unidas para a Infância, apresentando-se assiduamente em eventos promovidos pela UNICEF para a defesa dos direitos das crianças ao redor do mundo. A cantora esteve em cerca de 85 países, e, para além da Europa, conheceu uma forte apreciação de público e crítica na Austrália, na América do Norte (em especial na província francófona do Québec, no Canadá) e na América do Sul (onde esteve também no Brasil - uma de suas gravações, L'enfant aux cymbales, é dedicada à cidade do Rio de Janeiro).
O escritor francês Louis Nucéra afirmava que "a voz sensual, quente e exclusiva de Frida Boccara é qual um violino nas mãos de um músico", comparando também a intensidade vocal da cantora com as profundezas de um rio. Já o compositor Eddy Marnay, que a considerava "a voz mais bela do mundo" e durante muitos anos fora parceiro musical de Frida - além de amigo pessoal da cantora -, escreveu: "A voz de Frida despertou em nós o que havia de mais nobre e mais sagrado. Essa mulher, que não chegou a viver a sua velhice, foi uma das criaturas mais vivas que já conheci". Boccara faleceu aos 55 anos, vitimada por uma pneumonia.

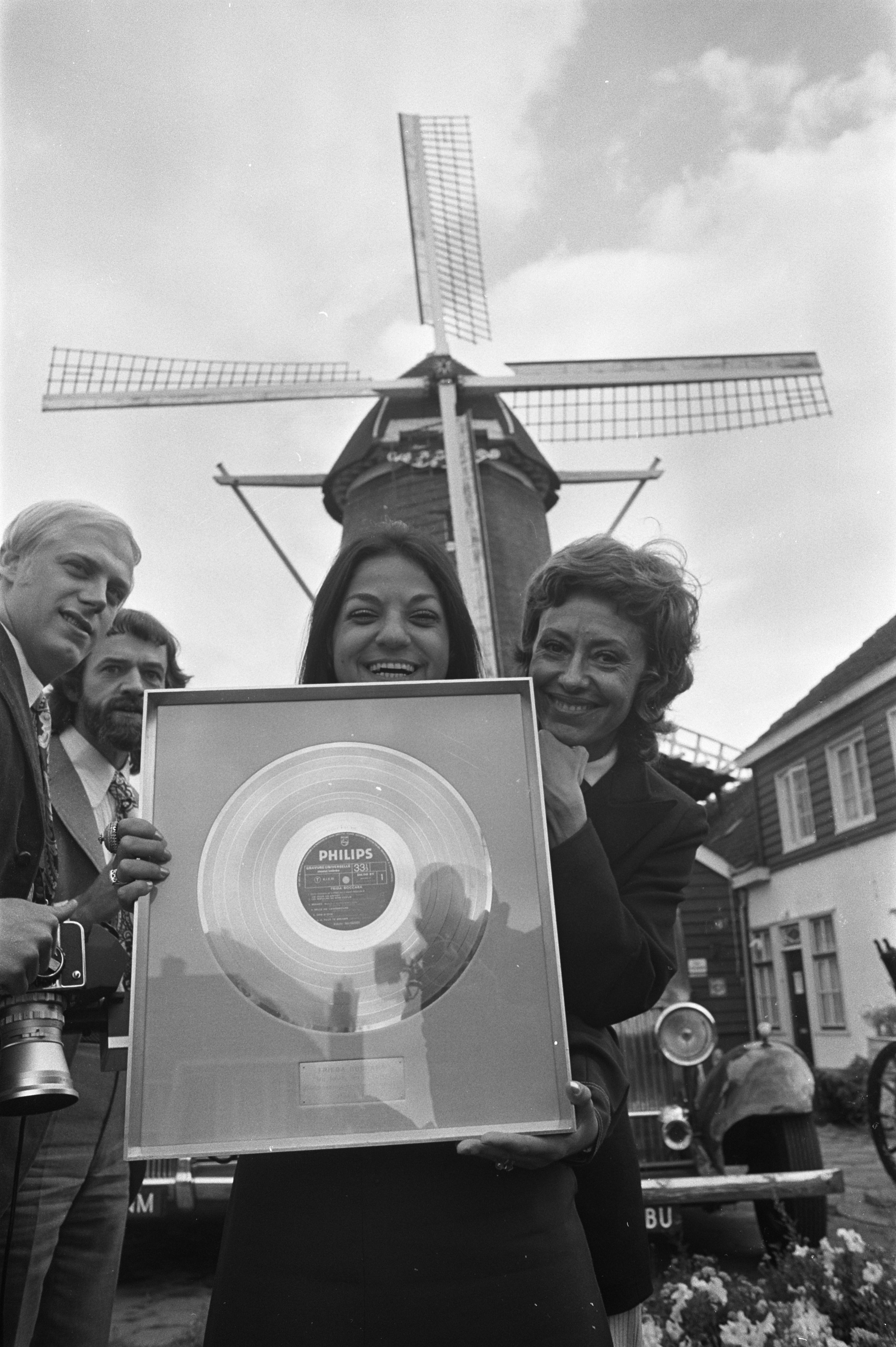
Amsterdã, 13 de setembro de 1971 - Frida Boccara posa com a colega, a cantora franco-italiana Caterina Valente, para fotos enquanto segura o seu disco de ouro, recebido pelo álbum Pour vivre ensemble.

## Contexto familiar e juventude em Marrocos
Danielle Frida Hélène Boccara nasceu no dia 29 de outubro de 1940, na cidade de Casablanca, do então Marrocos Francês (oficialmente Protetorado Francês de Marrocos). O nome Frida, que do germânico significa "A Pacífica", fora uma ideia de sua avó (que já batizara uma filha com este nome), uma judia natural de Livorno (cidade da região da Toscana, na Itália), onde parte de seus antepassados viviam antes de se estabelecerem na Tunísia Francesa e depois em Marrocos. A família Boccara era de religião judaica, mas era marcada pelo multi-etnicismo, possuindo ascendência afegã, italiana, francesa, marroquina e argelina; no entanto, é possível que o sobrenome Boccara tenha sua origem no Uzbequistão, mais precisamente numa cidade uzbeque de nome Bucara. Frida costumava afirmar que, embora se sentisse bastante francesa, era "marroquina por tradição e judia por religião".
Seus pais eram Elie e Georgette (nascida Hagège) Boccara, ambos nascidos na Tunísia, mas residentes em Casablanca, onde constituíram sua família. O idioma materno de Frida era o francês, apesar de ter aprendido o árabe marroquino crescendo em Casablanca. Na época, tanto o francês quanto o árabe eram reconhecidos como idiomas oficiais do protetorado, e hoje, embora permaneçam muito falados pela população de Marrocos, apenas o árabe e o berbere possuem o estatuto de línguas oficiais do país.
A música sempre ocupou um lugar importante na vida de Frida, pois a família Boccara amava a arte e em seu lar reinava uma atmosfera criativa; a avó e a mãe de Frida foram as maiores responsáveis por transmitir às crianças esse fascínio pelo mundo artístico. Uma tia sua - a que também se chamava Frida - era igualmente uma amante das artes, e ganhara um prêmio de pintura. Toda a família tinha o costume de cantar. Dois dos irmãos de Frida também seguiriam carreira artística quando adultos: Roger Boccara, seu irmão mais velho - que mais tarde seria profissionalmente conhecido como Jean-Michel Braque -, tornaria-se cantor e compositor, também chegando a gravar discos ao longo de sua carreira; já Lina Boccara, sua irmã mais nova, além de compositora, tornaria-se uma apreciada pianista e autora de um método didático para lições de piano para crianças («Maman Apprends Moi Les Notes», 1994). Além de Lina, Frida também tinha uma outra irmã mais nova.
Suas primeiras lições musicais se deram através de um professor italiano chamado Nino Vernuccio - um aluno do famoso pianista, professor e compositor franco-alemão Walter Wilhelm Gieseking. A família Boccara frequentemente se reunia durante as noites, onde as crianças com prazer tocavam e cantavam com seus jovens amigos. Ao recordar durante uma entrevista os anos de sua juventude, Frida afirmou que desde sempre gostou de cantar, e que quando o fazia durante o dia costumava fechar todas as portas e janelas de sua casa para que os vizinhos não fossem incomodados.
Em meados da década de 1950, e paralelamente a seus estudos no Liceu de Casablanca, ela tomou a decisão de dedicar-se ao aprendizado da arte vocal, tendo aulas de canto clássico com uma mezzo-soprano russa, passando a apreciar um repertório bem diversificado, que ia de árias de ópera a canções pop. Charles Aznavour era um de seus músicos favoritos.

## Chegada a Paris, formação musical e início da carreira
Durante uma turnê do grupo The Platters em Casablanca, a jovem Frida Boccara foi apresentada ao compositor e produtor do grupo, Buck Ram, autor da famosa canção Only You (And You Alone). Fascinado pela voz de Frida, ele a pediu uma fita com os testes de canto dela, para que pudesse levar consigo em sua viagem a Paris, na França. Sonhando com a carreira de cantora, Frida não pensou duas vezes quando Buck Ram a escreveu de Paris pedindo para que ela fosse ao seu encontro. Marrocos já não era mais um protetorado da França, tendo conquistado a sua independência poucos anos antes, mais precisamente em 1956; Frida apenas aguardou a conclusão de seus estudos no Liceu de Casablanca, e, em agosto de 1958, contando com 17 anos de idade, partiu junto a seus irmãos a bordo do transatlântico Koutoubia rumo à cidade de Marselha, de onde seguiriam para a Cidade Luz. Ao se estabelecerem em Paris, eles chegaram a atuar como um trio musical: Roger (já se apresentando como Jean-Michel Braque) e Frida faziam os vocais, enquanto Lina os acompanhava ao piano.
Em Paris, Boccara cursou Letras Clássicas na Sorbonne, com ênfase no estudo da língua e da literatura francesa, do grego clássico e do latim. Ela também integrou o Petit Conservatoire de la chanson de Mireille, criado em 1955 a conselho do ator e cineasta Sacha Guitry pela cantora, compositora e atriz Mireille Hartuch, com o objetivo de transmitir a novos talentos o conhecimento, a habilidade e a experiência fundamentais a um artista da música. Pelo mesmo Petit Conservatoire passariam outros nomes populares da música francesa, como Alice Dona, Serge Lama, Yves Duteil, Françoise Hardy e Pascal Sevran.
Foi através de Mireille que Boccara começou a realizar suas primeiras apresentações musicais na França e a gravar seus primeiros discos. Após assinar um contrato com a gravadora Festival Records, grava em 1961 Cherbourg avait raison (música de Guy Magenta e letra de Eddy Marnay e Jacques Larue), que torna-se um grande sucesso na França, contribuindo para que o nome da cantora ganhe notoriedade em todo o país. Com o passar do tempo, ela se apresenta frequentemente em concertos, festivais e programas de rádio e de TV, além de gravar cada vez mais discos.
O ano de 1964 é marcado pela sua vitória na primeira edição do Festival de la Canción de Mallorca, na cidade de Palma de Maiorca, Espanha, onde interpretou a canção Quand Palma Chantait, de Jean Claudric e Pierre Cour. Em 1964 também se deu a sua primeira tentativa de representar a França no Eurovision Song Contest (Festival Eurovisão da Canção), interpretando Autrefois, de Jean-Pierre Calvet (música) e Eddy Marnay (letra). Tal representação terminaria por ficar a cargo da cantora francesa Rachel, que defendeu o país no Festival com Le chant de Mallory, de André Popp e Pierre Cour. No entanto, mesmo não sendo classificada para o Eurovision, Autrefois não passou despercebida diante do grande público: tendo se tornado uma das canções mais apreciadas naquele momento, este autêntico exemplar do jazz francês permanece ainda hoje como uma pérola existente em toda a discografia de Frida Boccara.

## Reconhecimento internacional
A partir de meados dos anos 1960 Frida Boccara passou a experimentar uma crescente apreciação estrangeira. Nessa época ela tornou-se bastante popular principalmente na Espanha, nos Países Baixos (Holanda) e na Rússia - neste último obteria um êxito de fato impressionante, conseguindo apenas lá em pouco tempo ultrapassar a marca de um milhão de cópias vendidas, tornando-se assim uma das artistas mais celebradas pelos russos àquela época. De acordo com as recordações de sua família, durante uma apresentação feita na Rússia a convite das autoridades soviéticas, Frida conheceu um grande admirador, que seria ninguém menos que o cosmonauta soviético Aleksei Leonov, primeiro humano a realizar uma caminhada espacial. Como lembrança, o astronauta deu à cantora uma balalaika com o seu autógrafo.

### Cent mille chansons(1968)
Após o fim de seu contrato com a Festival Records, Frida Boccara assinou com a Philips, e, em 1968, logo em seu primeiro disco na nova gravadora, registrou Cent mille chansons, canção esta que se tornaria um verdadeiro marco em sua carreira. O disco homônimo foi um sucesso de vendas, tendo sido certificado como Disco de ouro naquele ano.
Apesar de ter tornado-se uma das principais marcas de referência de toda a carreira de Frida Boccara, Cent mille chansons havia sido gravada primeiro pela cantora brasileira Maysa, já no ano de 1963 (como 100 000 Chansons). Inspirada numa das composições de Johann Sebastian Bach, a melodia fora composta por Michel Magne em 1962, tendo sido incluída na trilha sonora do filme franco-italiano O Repouso do guerreiro (dirigido por Roger Vadim e com Brigitte Bardot e Robert Hossein como protagonistas). Pouco depois, Eddy Marnay compôs a letra, e em seguida Maysa gravou a canção, que foi incluída num disco lançado pela cantora na França.
Entretanto, o reconhecimento mundial desta canção deu-se, de fato, quando da interpretação criada por Frida Boccara em 68. Com o sucesso, Boccara gravou versões da canção em outros dois idiomas: o italiano - através da versão intitulada Un paese incantato - e o neerlandês (holandês) - com a versão de título De nieuwe dag, que acabou não sendo lançada na época, permanecendo como uma faixa inédita durante muitos anos. Uma versão em língua inglesa intitulada Go My Love foi gravada no início dos anos 1970 pela cantora britânica Dusty Springfield, que recebera Boccara em 1969 em seu programa de TV Decidedly Dusty, exibido pela rede britânica BBC. Na ocasião, ambas cantaram, em dueto, a canção Les moulins de mon coeur, um dos sucessos recentes de Frida, cuja versão em inglês, The Windmills of Your Mind, era, àquela mesma época, um sucesso na voz de Dusty.
Boccara regravaria Cent mille chansons em 1979 acompanhada pelo coral holandês Mastreechter Staar, para um álbum lançado naquele ano na Holanda intitulado Frida Boccara & De Mastreechter Staar.

### Un jour, un enfant(1969), vitória no Eurovision e consagração

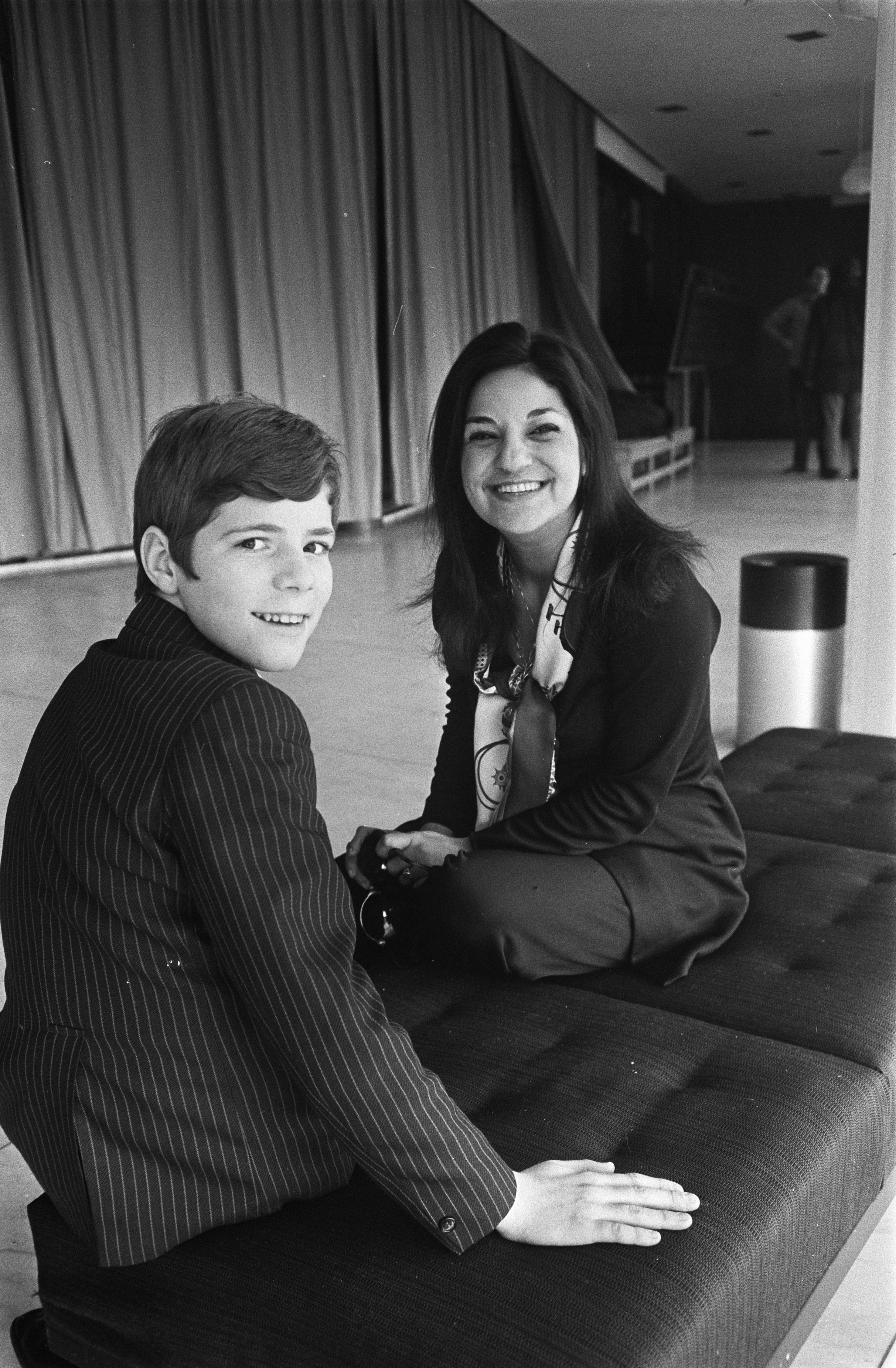
Frida Boccara e o jovem cantor holandês Heintje em foto tirada em 26 de fevereiro de 1970, durante uma viagem à Holanda para o Grand Gala du Disque Populaire.

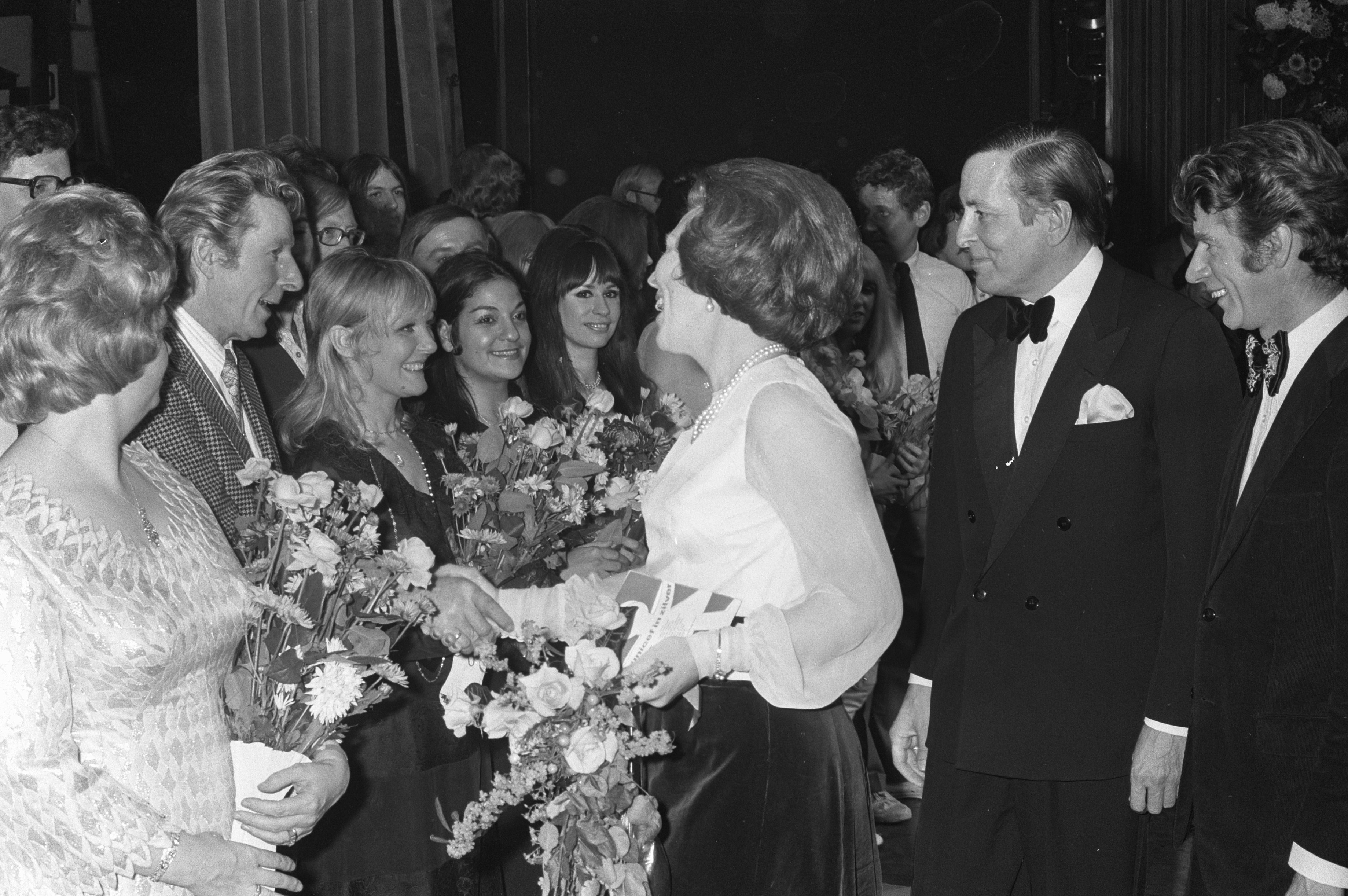
Frida Boccara com Petula Clark e Danny Kaye, acompanhados da Rainha (então princesa) Beatriz e do Príncipe Claus dos Países Baixos, durante evento da UNICEF (novembro de 1971).

Frida Boccara viu sua carreira chegar ao auge após representar a França no Eurovision de 1969, ocorrido na cidade de Madrid, na Espanha, onde interpretou o tema Un jour, un enfant, uma canção de Emil Stern com letra de Eddy Marnay. Durante o processo de seleção do intérprete que representaria a França no certame daquele ano, ela teria desbancado outros nomes de peso que estiveram cogitados, como Dalida, Mireille Mathieu e Rika Zaraï.
Frida conquistou o primeiro lugar no Eurovision, mas, devido a um empate, partilhou sua vitória junto a três outras intérpretes - Lenny Kuhr, da Holanda, Lulu, do Reino Unido, e Salomé, da Espanha. Aquele 1969 tornou-se um ano marcante em toda a história do festival porque nunca antes ocorrera um empate no 1º lugar - muito menos um empate tão surpreendente onde as canções de 4 países receberiam a mesma quantidade de pontos, que foram dezoito para cada uma. O problema foi que na época não havia uma regra para casos como esse, e assim sendo, as canções de França, Holanda, Reino Unido e Espanha foram declaradas vencedoras, o que causou um problema no momento da entrega das medalhas, que não eram suficientes para todos os intérpretes e compositores ganhadores (para resolver o impasse, apenas as quatro cantoras receberam as medalhas naquele momento, enquanto os compositores terminariam por receber as suas medalhas posteriormente). Contudo, se naquela época o festival possuísse critérios para desempate conforme as regras dos dias atuais, a canção francesa Un jour, un enfant, defendida por Frida Boccara, teria sido declarada a única vencedora, por ter sido escolhida por um número maior de países votantes, que foram nove, além de ter recebido de dois países diferentes a pontuação máxima, enquanto as outras canções empatados só receberam uma vez a pontuação máxima dos países votantes.
Un jour, un enfant permaneceu durante várias semanas entre as mais tocadas nas rádios de vários países europeus. O disco homônimo de 33 rotações lançado naquele mesmo 1969 seria certificado como Disco de Platina, e por este mesmo trabalho, Boccara também receberia o honroso prêmio da Academia Charles Cros. A canção também ganhou versões interpretadas por Frida em espanhol - Un día, un niño -, inglês - Through the Eyes of a Child -, italiano - Canzone di un amore perduto - e alemão - Es schlägt ein Herz für dich. Outros artistas também a readaptaram para seus respectivos idiomas, como Agnetha Fältskog (integrante do ABBA) com Sov gott min lilla vän (em sueco), Kati Kovács com Gyermekszemmel (em húngaro), Willeke Alberti com Zijn eigen wonder (em holandês) e também o cantor brasileiro Jessé com Um dia... (em português).

### Frida Boccara e o Brasil
Já no ano de 1959, quando Frida Boccara começou a gravar suas canções, um de seus primeiros registros foi uma versão em língua francesa da famosa canção brasileira Manhã de Carnaval, intitulada La chanson d’Orphée em referência ao filme ítalo-franco-brasileiro Orfeu Negro, lançado à época com grande sucesso e que teve Manhã de carnaval incluída em sua trilha sonora.
Durante sua passagem pelo Brasil, Boccara participou do Festival Internacional da Canção realizado em 1969 no Maracanãzinho, no Rio de Janeiro, tendo obtido o quarto lugar entre os finalistas internacionais, com a canção Les vertes collines, de Darry Cowl e Eddy Marnay. Como eram recompensados os quatro primeiro colocados, ela recebeu o seu prêmio das mãos de Wilson Simonal no Teatro Municipal do Rio de Janeiro. A canção brasileira Cantiga por Luciana, de Edmundo Souto e Paulinho Tapajós, interpretada por Evinha, obteve o primeiro lugar no concurso, tendo mais tarde sido gravada por Frida em língua francesa sob o título de Berceuse pour Luciana. Segundo a própria Frida em uma entrevista concedida nos anos 1970, a sua participação no festival realizado no Rio em 1969 teria sido a sua melhor lembrança profissional em toda a sua carreira.
Dentre as canções brasileiras que gravou em francês também estão Funeral de um lavrador, de Chico Buarque e João Cabral de Melo Neto (intitulada em francês Funérailles d'un laboureur brésilien), Catavento (sucesso de 1969 na voz da cantora Maysa), de Paulinho Tapajós e Arthur Verocai (Catavento foi adaptada para o francês como Girouette), e Disparada, de Geraldo Vandré e Theo de Barros (que em francês ficou com o nome de Taureau), além de ter interpretado Aria cantilena, trecho nº 5 das Bachianas brasileiras, do maestro e compositor brasileiro Heitor Villa-Lobos.
A canção L'enfant aux cymbales, grande sucesso na voz da cantora, foi adaptada em língua francesa por Eddy Marnay a partir da canção brasileira Rancho das flores, escrita pelo poeta e músico brasileiro Vinícius de Moraes, que usou uma melodia baseada na cantata de Bach Jesus bleibet meine Freude (conhecida como Jesus, alegria dos homens). L'enfant aux cymbales foi dedicada à cidade do Rio de Janeiro, e sua letra fala do Carnaval do Rio e das crianças correndo atrás dos músicos. Em suas canções Frida também homenagearia outras cidades, como Veneza - em Venise va mourir (cujo título se refere ao fato de que um dia a cidade italiana desaparecerá, submergida pelas águas) -, Cherburgo - em Cherbourg avait raison -, Paris - em Tiens, c'est Paris -, Bruxelas - em Bruxelles - e Valldemossa - em Valdemosa.

## Estilo

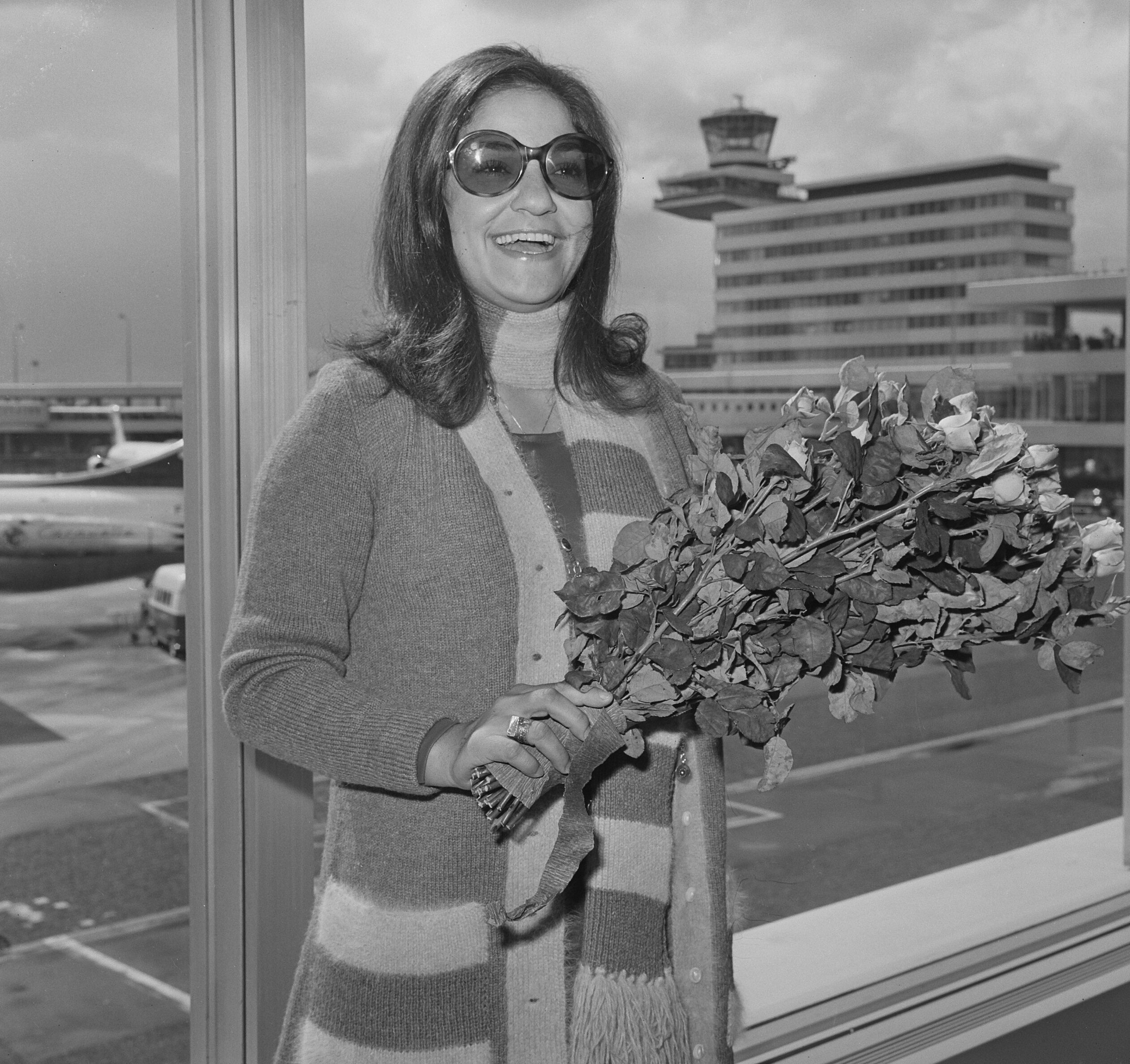
Frida Boccara em Amsterdã (agosto de 1969).

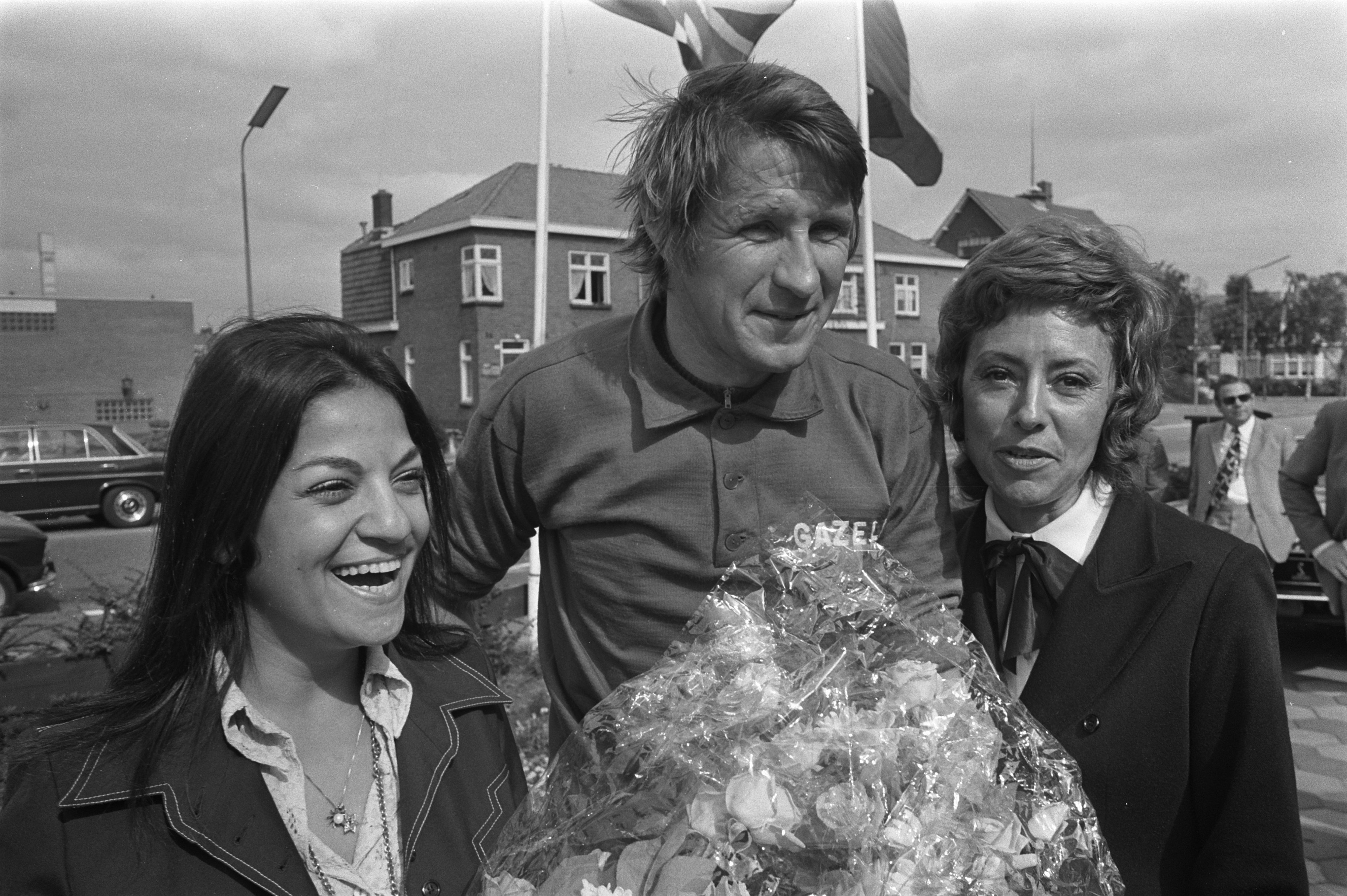
Frida Boccara com o ciclista holandês Peter Post e a cantora franco-italiana Caterina Valente, em setembro de 1971.

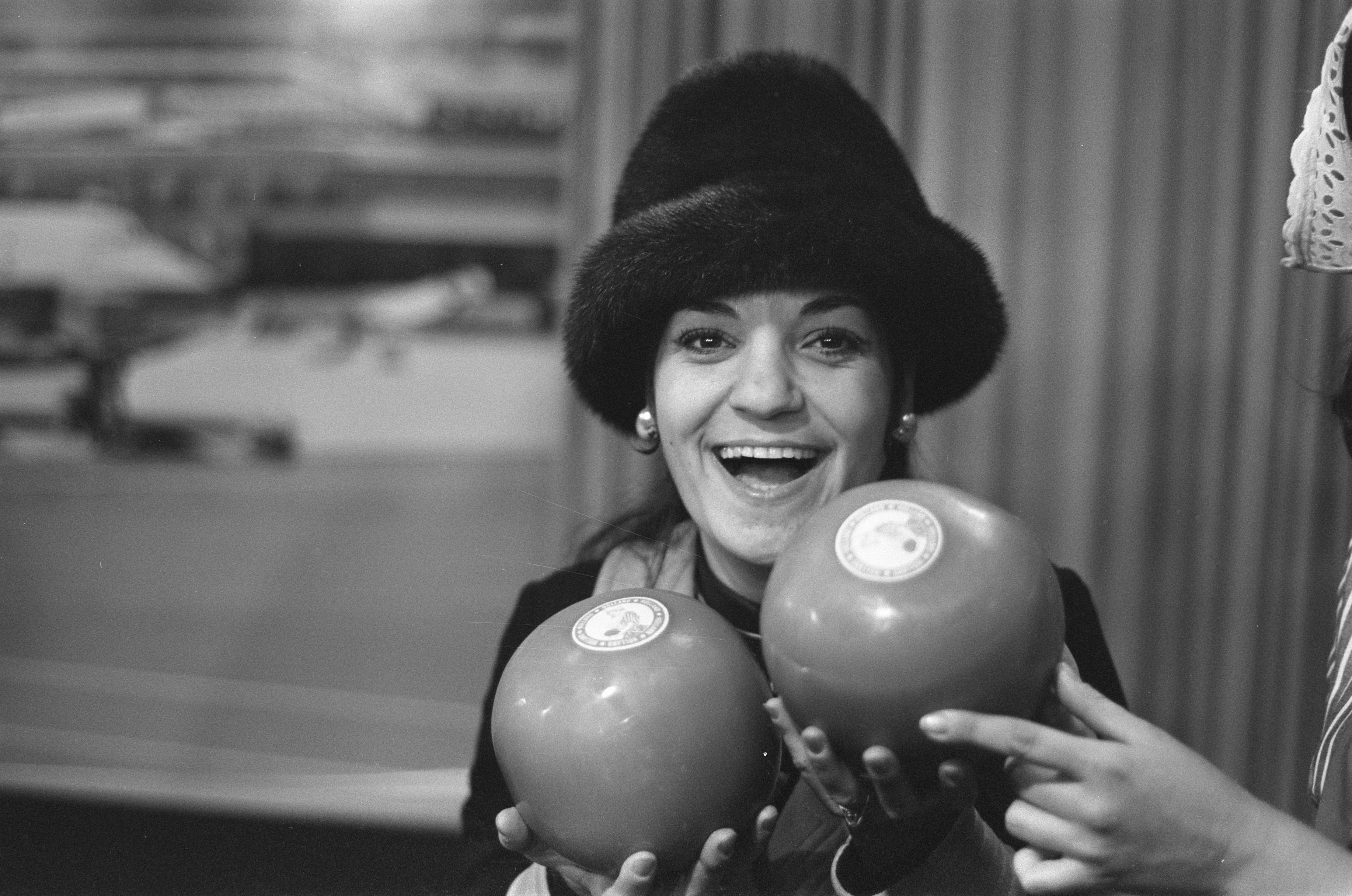
Frida Boccara durante participação na TV holandesa (1972).

Talvez por influência da formação clássica que adquiriu, ou talvez por simples gosto, Frida Boccara tornou-se uma das primeiras cantoras populares a cantar compositores clássicos. Em seu repertório estão presentes Antonio Vivaldi (com Les Quatre chemins de l'amour), Georg Philipp Telemann (com L'Année où Piccoli jouait Les choses de la vie), Gioachino Rossini (com Rossini et Beaumarchais), Edvard Grieg (com Un sourire au-delà du ciel), Bedřich Smetana (com Ma rivière), Wolfgang Amadeus Mozart (com Les enfants de Mozart), Johann Sebastian Bach (com Cent mille chansons, La chanson du veilleur, L'enfant aux cymbales e Jesus bleibet meine Freude), Ludwig van Beethoven (com Le dernier rendez-vous),  Enrique Granados (com Mille fontaines), Johannes Brahms (com Wiegenlied), Edward Elgar (com Land of Hope and Glory), Arcangelo Corelli (com La Nuit), Carlos Guastavino (com Elle s'est trompée la colombe), Heitor Villa-Lobos (com Aria Cantilena) e Georg Friedrich Haendel (com Un Monde en sarabande).
No entanto, não limitando-se a esse nicho, ela interpretou estilos muito diferentes, que iam desde o jazz (Autrefois; Armstrong), passando pelo folk (La ronde aux chansons; La Mariée) e canções de grandes musicais (Un pays pour nous, versão em francês de Somewhere, do famoso musical West Side Story) até temas popularizados por filmes (Venise va mourir, do filme Anonimo Veneziano; Au matin de mon premier amour, do filme Angélica, a marquesa dos anjos; Je me souviens, do filme Amarcord; e L'Île nue e Il n'y a pas de fumée sans feu, de seus respectivos filmes homônimos) e também grandes clássicos da chanson (como Ne me quitte pas, de Jacques Brel,  La Prière, de Georges Brassens, e La Mamma, de Charles Aznavour).

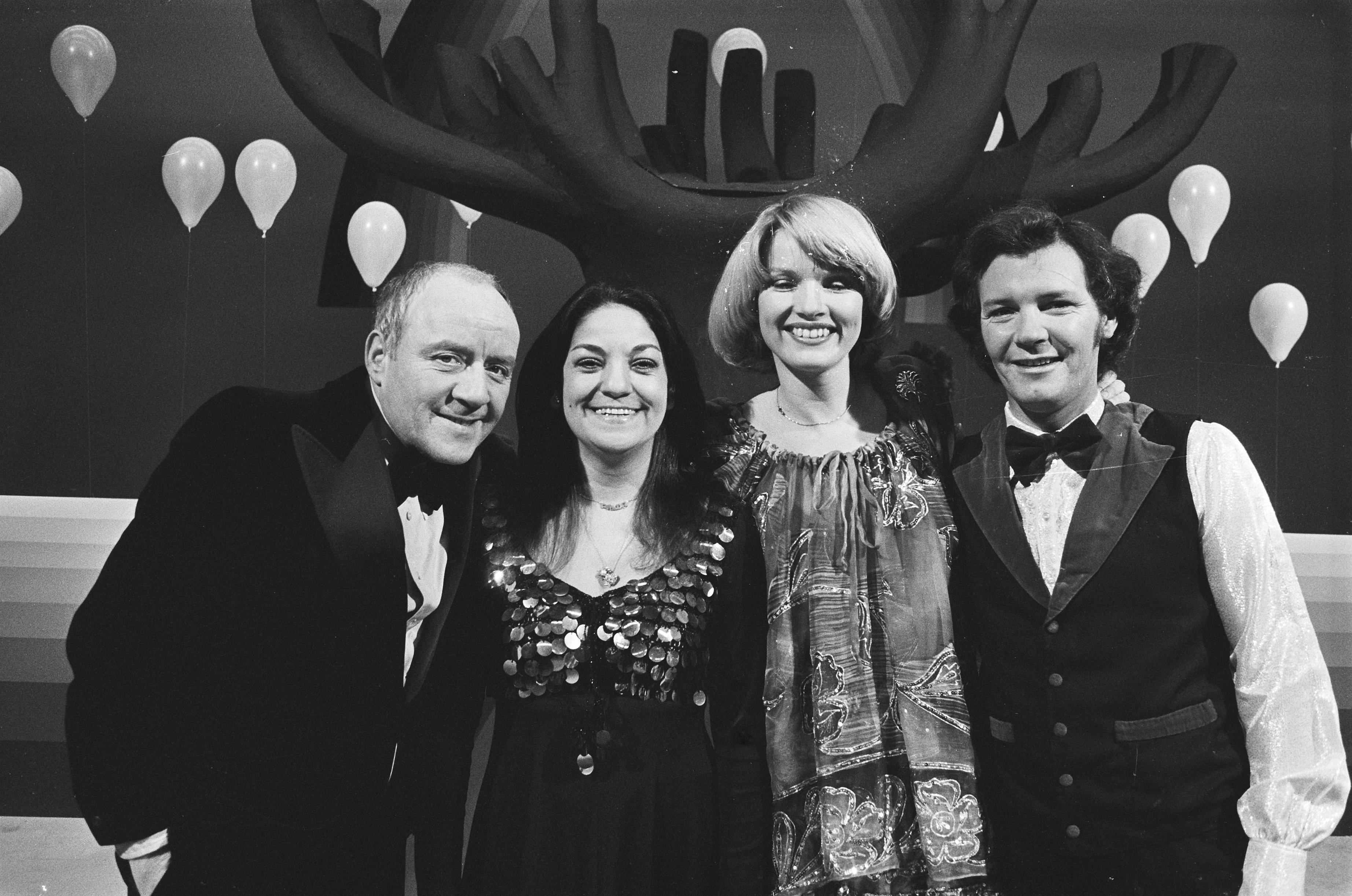
Ao lado de Martine Bijl e convidados durante apresentação na TV holandesa (1978).

Entre os parceiros musicais de Frida Boccara estão Eddy Marnay (um grande amigo de Frida, que declaradamente a tinha como uma de suas melhores intérpretes), Emil Stern (que com Eddy Marnay compôs Un jour, un enfant), Michel Legrand (Un jour on vit; Les moulins de mon cœur - esta última ganhou uma famosa versão em inglês por vários artistas, intitulada The Windmills of Your Mind), Michel Magne (Cent mille chansons; Belle du Luxembourg; Au matin de mon premier amour), Nino Rota (Je me souviens) e Mikis Theodorakis (Emmène-moi), além de seu arranjadores, Alain Goraguer e Jean-Michel Braque (este último o irmão da cantora. Sua irmã, Lina Boccara, também colaborava com Frida através de suas composições).
Outras de suas gravações de destaque são La croix, l'étoile et le croissant - música composta por seu irmão Jean-Michel Braque e letra por Eddy Marnay (uma canção pela tolerância entre as três grandes religiões cujo símbolo é a cidade de Jerusalém - o cristianismo, representado pela cruz, o judaísmo, representado pela estrela de Davi, e o Islã, representado pela lua crescente) -, Trop jeune ou trop vieux - música de Jean-Michel Braque e letra de Eddy Marnay - e Pour vivre ensemble - música de Jean-Michel Braque e letra de Eddy Marnay (esta última originando o disco homônimo que seria Disco de Ouro em 1971, e uma das canções mais executadas em casamentos no Canadá).
Em 1975, Boccara cantou sua ancestralidade italiana em Oriundi, canção-título de um álbum que ela mesma produziu, e que foi resultado de um longo trabalho com Eddy Marnay (que assina a autoria das letras) e com seus irmãos Lina e Jean-Michel (que compuseram as melodias). Neste mesmo álbum ela canta Tristan, uma faixa dedicada a seu filho recém nascido.
Com uma admirável aptidão para as línguas, Frida Boccara era fluente em francês, árabe, espanhol, português, inglês, russo e hebraico, mas também tinha conhecimentos de latim, grego clássico (línguas que ela havia estudado ao cursar Letras Clássicas na Sorbonne) e italiano, além de ter tido contato com o alemão e o holandês cantando nestas línguas. Numa entrevista à TV holandesa, no início dos anos 1990, ela afirmou ser admiradora de artistas da música pop como Barbra Streisand, Michael Jackson e George Michael, a quem se referiu como "extraordinários".

## Últimos anos
Em 1981, o então ministro da cultura da França Jack Lang a concedeu o título de Chevalier da Ordem das Artes e Letras, uma condecoração que visa recompensar as pessoas que se distinguem pela sua criação no domínio artístico ou literário ou pela sua contribuição ao desenvolvimento das artes e das letras na França e no mundo. No ano anterior, a televisão francesa a havia solicitado para que pudesse concorrer como intérprete na seleção da canção que representaria a França no Festival Eurovisão da Canção 1980; Boccara candidatou-se com sua recém-lançada canção Un enfant de France, mas terminou o evento em penúltimo lugar com a quinta posição. Voltando a 1981, ela se fez novamente presente na seleção, interpretando Voilà comment je t'aime, porém mais uma vez não se classificou, chegando ao final do evento em quarto lugar.
Após vários discos com distinta fortuna, Frida Boccara ausenta-se cada vez mais da cena musical durante a década de 1980.  Tendo enfrentado alguns problemas de saúde, e, mais frequentemente, problemas de visão, chegou nessa época a passar por algumas intervenções cirúrgicas, o que fez com que, durante um retorno aos palcos em 1988, ela não pudesse oferecer uma grandiosa apresentação. Nos anos 90, das vezes em que fez aparições públicas, sempre o fez usando grandes óculos. Seus fãs ao redor do mundo sentiam pela sua ausência; extremamente querida pelo público do Québec, continuou a ter enorme sucesso por lá - seu disco Témoin de mon amour, que havia sido lançado em 1988 no Canadá, chegara a primeira posição no ranking dos mais vendidos, o que fez com que Frida tivesse grande sucesso também nas rádios e nos programas de televisão. Em 1989 ela lançou seu primeiro CD, Expression, uma compilação reunindo 23 sucessos; porém, devido a sua frágil saúde, apenas esporadicamente a cantora voltou a se apresentar em público nos anos seguintes.

## Morte e legado
Em 1996, a imprensa volta a manter sua atenção centrada em Frida Boccara devido ao frágil estado de saúde da cantora. Acometida por uma pneumonia, ela morreu no dia 1 de agosto do referido ano, em Paris, aos 55 anos. Encontra-se sepultada no Cimetière parisien de Bagneux, um cemitério judeu localizado na comuna de Bagneux, nos arredores da capital francesa.

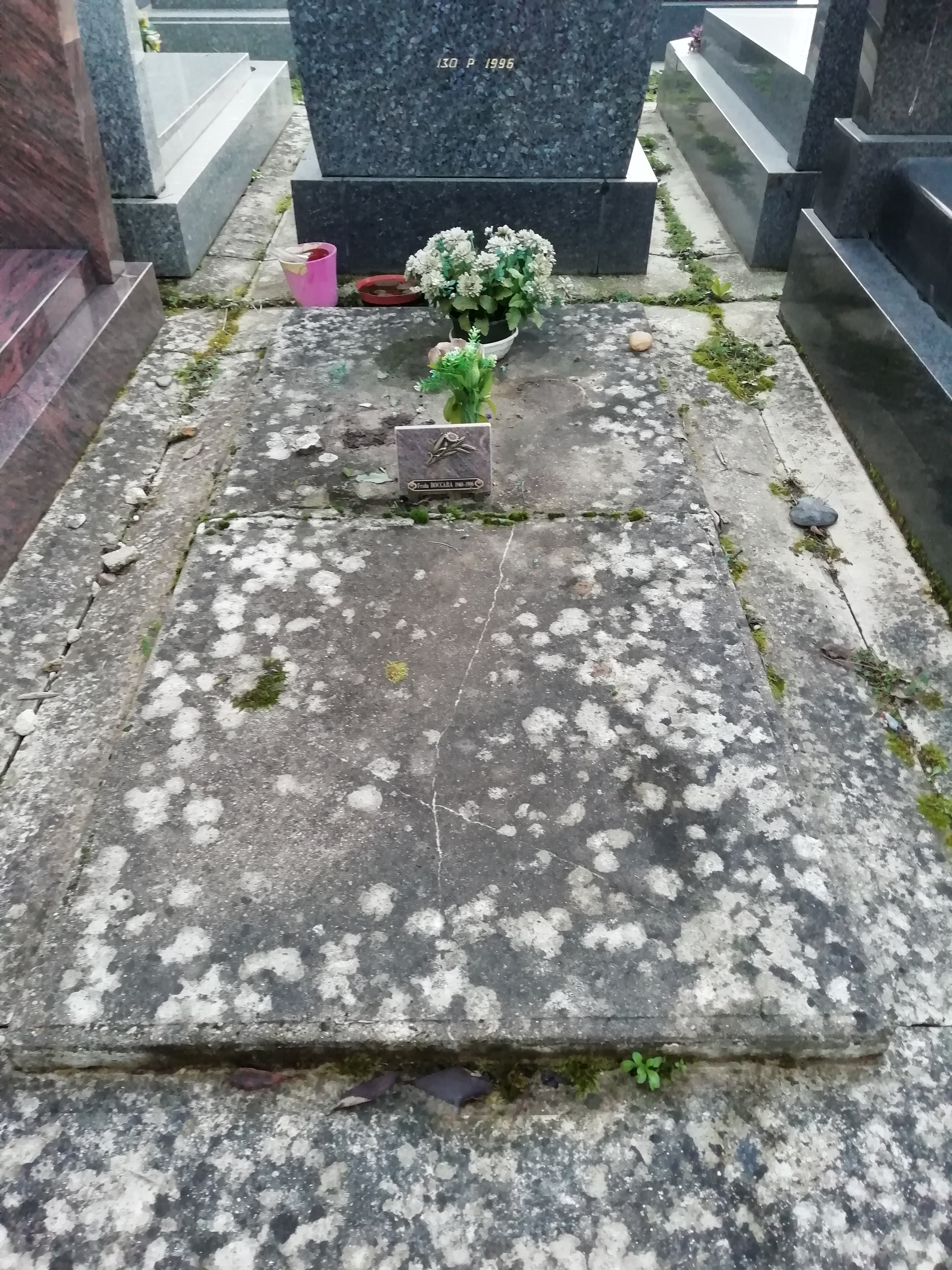
Tumba de Frida Boccara, no Cimetière parisien de Bagneux.

O ministro da cultura francês Philippe Douste-Blazy manifestou-se em memória de Frida, declarando que ela fora "uma cantora popular autêntica, que durante muitos anos levou a música francesa pelos palcos do mundo".
Já o compositor Eddy Marnay, que a considerava "a voz mais bela do mundo" e que durante muitos anos fora parceiro musical de Frida - além de amigo pessoal da cantora -, escreveu: "A voz de Frida despertou em nós o que havia de mais nobre e mais sagrado. Essa mulher, que não chegou a viver a sua velhice, foi uma das criaturas mais vivas que já conheci".
O escritor francês Louis Nucéra era também um grande admirador de Frida, tendo afirmado que "a voz sensual, quente e exclusiva de Frida Boccara é qual um violino nas mãos de um músico". Ele também se referia à voz da cantora como "A voz do rio profundo".
Seu filho, Tristan Boccara (a quem havia dedicado a canção Tristan), nasceu nos anos 1970 e seguiu os passos da mãe, sendo hoje músico; Tristan canta e compõe, além de ser arranjador e pianista - em homenagem à mãe, ele incluiu Un jour, un enfant em seu repertório.
Vários outros artistas apreciadores do repertório de Frida também regravaram e/ou interpretaram em suas respectivas línguas alguns dos sucessos dela; a exemplo destes a canadense Céline Dion, a sueca Agnetha Fältskog (do ABBA), a britânica Dusty Springfield, a francesa Anne-Marie David, a holandesa Lenny Kuhr, o grego Mario Frangoulis e também os brasileiros Martinha (cantora de destaque nos tempos da Jovem Guarda) e Jessé.

## Discografia
- 1959 : «Baccara 9» n° 17 - Mes Frères/La chanson d’Orphée (Super 45 RPM)
- 1960 : L'Orgue des amoureux/Le Doux Caboulot (Super 45 RPM - Festival Records)
- 1960 : Verte Campagne/Quand la valse est là/Le Grand Amour/Depuis ce temps-là (Super 45 RPM - Festival Records)
- 1961 : La Seine à Paris/Les Amours du samedi/Les Bohémiens/Jenny (Super 45 RPM - Festival Records)
- 1961 : On n'a pas tous les jours 20 ans/Berceuse tendre/Les Nuits/Les Yeux de maman (Super 45 RPM - Totem Records)
- 1961 : Cherbourg avait raison/Comme un feu/Un jeu dangereux/Tiens, c'est Paris (Super 45 RPM - Festival Records)
- 1962 : Les Trois Mots/Aujourd'hui je fais la fête/Je veux chanter/Je ne peux plus attendre (Super 45 RPM - Festival Records)
- 1962 : Le Ciel du port/Les Portes de l'amour/Ballade pour un poète/D'abord je n'ai vu (Super 45 RPM - Festival Records)
- 1962 : Un premier amour/Bruxelles/L'Homme de lumière/Les Pas (Super 45 RPM - Festival Records)
- 1962 : Java des beaux dimanches/Les Javas/Rose de sang/Quien sabe (Qui peut savoir) (Super 45 RPM - Festival Records)
- 1963 : Moi je n'ai pas compris/J'ai peur de trop t'aimer/On les a attendus/Rien a changé (Super 45 RPM - Festival Records)
- 1963 : Souviens-toi des Noëls de là-bas/Donna/Johnny Guitar/Ballade pour notre amour (Super 45 RPM - Festival Records)
- 1964 : Autrefois/Chaud dans mon cœur/Le Souffle de ma vie/Je suis perdue (Super 45 RPM - Festival Records)
- 1965 : Tous les enfants/Aujourd'hui/Plus jamais/Un jour (Super 45 RPM - Festival Records)
- 1967 : Поёт Фрида Боккара [Poyot Frida Bokkara/Canta Frida Boccara] (LP lançado pela gravadora russa Мелодия ["Melodiya"] / apenas na Rússia)
- 1968 : Cent mille chansons (33 RPM - Phillips)
- 1969 : Un jour, un enfant (33 RPM - Philips)
- 1969 : Les Vertes Collines (33 RPM - Philips / apenas no Brasil)
- 1970 : Au pays de l’arbre blanc (33 RPM - Philips)
- 1971 : Pour vivre ensemble (33 RPM - Philips)
- 1971 : Place des Arts 71 (live à Montréal / 33 RPM / duplo - Philips / reeditado em CD em 2006 apenas no Canadá)
- 1971 : So ist das Leben/Er wird Dir dankbar sein (45 RPM - Polydor / apenas na Alemanha)
- 1972 : Rossini et Beaumarchais (33 RPM - Philips)
- 1974 : Je me souviens (Mi Melancolia e Je me souviens, adaptações em espanhol e francês do tema musical Mia Malinconia do filme Amarcord, de Federico Fellini + versão instrumental por Nino Rota) (45 RPM - Deram Records)
- 1975 : Oriundi (33 RPM - London Records)
- 1976 : Valdemosa - Oublier (33 RPM - Philips)
- 1977 : An Evening with Frida Boccara (live en Australie / 33 RPM / duplo - Philips)
- 1978 : L’Année où Piccoli jouait "Les choses de la vie" (33 RPM - Philips)
- 1979 : Frida Boccara & De Mastreechter Staar (33 RPM - Philips, apenas na Holanda)
- 1979 : Un monde en sarabande / La Prière (45 RPM - Philips)
- 1980 : Un enfant de France / Écrit dans la pierre (45 RPM - Philips)
- 1983 : Dis-leur / Aime-moi (45 RPM - Kébec-Disque / apenas no Canadá e na França)
- 1988 : Témoin de mon amour (33 RPM - Productions Guy Cloutier / apenas no Canadá)

Compilações
- 1967 : Frida Boccara (33 RPM - MusiDisc / compilação dos anos de 1961 a 1965)
- 1972 : Greatest Hits (33 RPM - Philips / apenas na Holanda)
- 1984 : Cent mille chansons, « Série grandes vedettes » (33 RPM - Philips)
- 1989 : Expression (CD pela PolyGram com 23 faixas)
- 1993 : Master Série (CD pela PolyGram com 16 faixas / lançado apenas em Quebec)
- 1994 : Un jour, un enfant (CD pela Spectrum Music/Karussell France)
- 1997 : Frida Boccara (CD pela Podis/Polygram, 23 faixas)
- 1999 : Un jour on vit (CD pela Disques Yvon Chateigner)
- 1999 : Ses premiers succès (CD com 18 faixas pela Disques Yvon Chateigner)
- 2003 : Canta en español (CD pela Divucsa Music SA / apenas na Espanha)
- 2005 : Live Place-des-Arts de Montréal (CD - XXI-21/Universal Canada / apenas no Canadá)
- 2006 : Un sourire au-delà du ciel (CD pela Édina Music - Nocturne)
- 2007 : La Grande Frida Boccara, l'ultime compilation (CD com 25 faixas - XXI-21/Universal Canada / apenas no Canadá)
- 2008 : Un enfant de France (CD pela Édina Music - Nocturne)
- 2010 : Les Grandes Années - 1972-1988 (box com 3 CDs pela Marianne Mélodie)
- 2010 : Collection Chanson Française (CD pela Disques Mercury)
- 2014 : Oriundi  (Natris Records). Nota: este CD apresenta integralmente todas as faixas contidas no disco homônimo de 1975
- 2015 : Jérémie  (Natris Records). Nota: este CD reúne 12 faixas, duas das quais são inéditas - Jérémie e Un Coeur dans un port - e, das 10 canções restantes, 4 foram re-editadas com novos arranjos: Johnny jambe de bois, Le temps ne vieillit pas pour nous, Au pays de l'arbre blanc et Un jour, un enfant.
- 2016 : Alone - The International Versions (Natris Records). Nota: este CD reúne 12 faixas cantadas por Frida Boccara em inglês, espanhol, alemão, italiano e uma faixa inédita em holandês - "De nieuwe dag".
- 2016 : Réédition Festival 1961-1965 (compilação 2 CDs pela Marianne Mélodie, reunindo 50 títulos raros ou inéditos em CD)
- 2018 : Voilà comment je t'aime (inclui canções inéditas).